# Claoxylon
Claoxylon es un género de plantas de flores perteneciente a la familia Euphorbiaceae, comprende pequeños árboles o arbustos caducifolios.

## Distribución
El género contiene unas 80 especies distribuidas por regiones paleotropicales: Madagascar hasta sur y sudeste de Asia, Malasia o Melanesia y Hawái. La mitad de las especies se encuentran en Malasia.
El género Erythrochilus Reinw. ex Blume (o Erythrochylus Reinw. ex Blume, una variante ortográfica) y Quadrasia Elmer son generalmente incluidos en este género.

## Taxonomía
El género fue descrito por Adrien-Henri de Jussieu y publicado en De Euphorbiacearum Generibus Medicisque earumdem viribus tentamen, tabulis aeneis 18 illustratum 43, pl. 14, f. 43. 1824. La especie tipo es: Claoxylon parviflorum A. Juss.

## Especies seleccionadas
- Claoxylon australe
- Claoxylon carolinianum
- Claoxylon indicum
- Claoxylon kinabaluense
- Claoxylon longifolium
- Claoxylon oliganthum
- Claoxylon putii
- Claoxylon sandwicense
- Claoxylon tenerifolium
- etc.